# ランドルフ駅 (バーモント州)
ランドルフ駅（英語：Randolph Station）はアメリカ合衆国バーモント州ランドルフ サウス・メイン・ストリートとソールズベリー・ストリートにある駅。 全米各地を結ぶ旅客鉄道のアムトラックが乗り入れている。

## 概要
バーモント州の地理的中心部近くに位置するこの町は、重要な一貫輸送のハブである。アムトラックのプラットホームは4郡で30以上の都市を結ぶバス会社のステージコーチ・トランスポーテーション本社に隣接している。当駅のアムトラックの運行は1996年から開始された。

## 利用可能な鉄道路線／列車
アムトラックの停車する列車は下記の通り。
セントオールバンズとワシントン間の昼行長距離列車バーモンター号…1日1往復停車

## バス
当駅から乗車できるバスは以下の通り。
市内交通は、ステージコーチ・トランスポーテーション (Stagecoach Tranportation)が担っている。